# Fran (calciatore 1990)
Francisco José Sánchez Rodríguez, meglio noto come Fran (Alcalá de Henares, 8 febbraio 1990), è un calciatore spagnolo, difensore del Moscardó.

## Caratteristiche tecniche
È un terzino sinistro.

## Carriera
È cresciuto nelle giovanili dell'Alcalá.